# 下妻物語
『下妻物語』（しもつまものがたり、作品英称: Kamikaze Girls）は、嶽本野ばらによる小説、およびその小説を原作とした映画などの諸作品。物語は茨城県下妻市を舞台にしている。

## 概要
ロリータ少女とヤンキー少女という意外な組み合わせで、仲良くなった2人の女子高生が主人公。この2人の間に芽生えていく友情をストーリーとして描いている。
小説の初巻については、深田恭子と土屋アンナというキャストで映画化され、2004年（平成16年）5月29日より公開された。当初はシャンテ シネ（現：TOHOシネマズシャンテ）を筆頭とした40館規模での公開予定であったが、評判を呼び156館での公開に拡大された。また、2004年（平成16年）5月にカンヌ国際映画祭に併設されたフィルム・マーケットで、『Kamikaze Girls』（神風ガールズ）と題して上映されると評判になり、7か国で上映が決定し、公開された。この後、多くの映画祭に招待され、2006年にはカンヌ国際映画祭と平行して行われたカンヌJr.フェスティバル（青少年向け映画のコンペ）にて邦画初となるグランプリを獲得。フランスで邦画としては過去最大となる約100館での上映が決定した。なお、主役の2人は多くの映画賞を受賞した。この映画ではロリータ・ファッションで来館した者には、特別割引になる特典があった。
また、映画版では、メーカー名のベルサーチを「ベル○ーチ」などと音声を加工しているシーンがいくつか散見されるが、これは権利関係の問題によりこのような修正がされている。許可を得ているジャスコ（現・イオン）などはそのままジャスコとして放映されている。原色を強調、パステルカラーのトーンを多用し、人物へのサイドからのライティングや、コミックのアニメーションを挿入するなどの新奇手法によって、アン・リアルでオリジナルな映画空間を創出している。
DVDには、映画を見ながら撮影秘話を語る音声コメンタリートラックが用意されており、主演の深田恭子・土屋アンナをはじめ、監督・スタッフなどにより、多くの撮影エピソードが語られている。
映画公開20周年にあたる2024年7月19日より、初のデジタルシネマパッケージ化の上で渋谷WHITE CINE QUINTOにてリバイバル上映。撮影で使われた衣装や資料展示、応援上映や主演の土屋、原作者の嶽本によるトークショーなどが実施された。

## 小説
他の嶽本作品にしばしば現れる怪奇趣味や過激な性描写が一切なく、軽快なコメディタッチの展開が人気を博した。また、映画化に先駆け、かねさだ雪緒により漫画化、続編が製作されている。

### 発行物一覧

#### ノベル
- 嶽本野ばら 著、『下妻物語 ヤンキーちゃんとロリータちゃん』、小学館、2002年（上製本）、ISBN 4-09-386112-9
- 嶽本野ばら 著、『下妻物語 ヤンキーちゃんとロリータちゃん』、小学館、2004年（文庫本）、ISBN 4-09-408023-6
- 嶽本野ばら 著、『下妻物語 完 ヤンキーちゃんとロリータちゃんと殺人事件』、2005年（上製本）、ISBN 4-09-386153-6
- Akemi Wegmuller 訳、Kamikaze Girls Novel （英訳版）、Viz Communications、2006年、ISBN 1421502690

#### コミック
- 嶽本野ばら 原作、かねさだ雪緒 著、『下妻物語』（フラワーコミックス）、小学館、2004年、ISBN 4-09-130009-X
- Kamikaze Girls（英訳版）、Viz Communications、2006年、ISBN 1421502682

## 映画
2004年5月29日に全国東宝系にて公開された。監督・脚本は中島哲也。主演は深田恭子。

### ストーリー
茨城県の下妻市に住む竜ヶ崎桃子は、ロリータ・ファッションをこよなく愛する孤高の高校生である。もう一人の主人公・白百合イチゴは、レディース（暴走族）の一員であり、桃子の父親の作ったベルサーチの偽物を買いに来たことをきっかけに、桃子の家に出入りするようになる。イチゴは、世話になった暴走族の総長・亜樹美の引退の際、代官山にいるらしい有名な伝説の刺繍家に「亜樹美さんありがとう」と書かれた特攻服を着て送り出したいと思い、資金を稼ぐために桃子を引き連れパチンコ屋に繰り出す。桃子は初めてのパチンコであったが、偶然連チャンし、易々と自分の服代とイチゴの刺繍のための資金を稼ぎ出す。イチゴは代官山に詳しい桃子を伴い伝説の刺繍家を探しに行くが、その刺繍家を見つけることはできず、イチゴは深く落ち込む。見かねた桃子は自分が刺繍を請け負うと約束。不眠不休で刺繍をし、見事な刺繍入りの特攻服が仕上がった。その出来栄えの素晴らしさにイチゴは感動を覚え、感謝を伝えた。その言葉を聞いて桃子は今までに感じたことのない不思議な感覚を覚え、これをきっかけに、二人の間に友情が芽生え始める。
ある日、桃子は、お気に入りのボンネットをネズミにかじられてしまい、その穴を誤魔化すために刺繍を入れる。そのボンネットをつけて、代官山にある行きつけのロリータ・ファッションのショップである「BABY, THE STARS SHINE BRIGHT」を訪れたことが桃子に幸運をもたらす。そこで社長の磯部に刺繍の腕を認められ、やがて次の新作ワンピースの試作品の刺繍をすることになった。天にも昇る気持ちで刺繍を入れるが、緊張と迷いがありなかなか仕上げられない。迷いの中、桃子はどうしてもイチゴに会いたくなりイチゴを呼び出す。イチゴは、暴走族のレディースの集会に行く予定であったが、友達として必要としてくれた桃子と会うことを優先する。集会に穴をあけたイチゴはレディース仲間集団と対立、族をやめると打ち明けたことで「ケジメ」をつけるために呼び出される。家に帰り、「ケジメ」が何であるかを知った桃子は意を決し、乗ったこともない 原チャリで暴走し、途中、八百屋のトラックに衝突するが奇跡的に無傷で済み、牛久大仏のイチゴの元へ駆けつける。そこには“ボコボコ”にされているイチゴがいた。助けたい一心の、桃子の暴走によりレディース集団たちは怖気づき、イチゴを救い出す。イチゴはBABY, THE STARS SHINE BRIGHT新作ワンピースの撮影現場で変態チックなカメラマンに気に入られモデルとしてデビューする。なお、その撮影の際に暴れて、カメラ2台を破損、撮影スタッフ5名に青あざを作ってしまう。しかし予想外にイチゴのポスターは出来栄えがよく、評判になりモデルの仕事が舞い込むようになったが、イチゴにはモデル業を本職にする気はなく、土浦市のモータースで相変わらずバイク整備のアルバイトを続けながら、一人で町中を爆走している。

### 映画版と小説版の違い
映画は、嶽本野ばらの原作の内容ほぼ踏襲しているが、少し違いがある。大きな違いは、イチゴがレディース仲間と対立するきっかけである。原作では、桃子が刺繍を入れた新作ワンピースの撮影のためのモデルが使えなくなって、イチゴが代わりにモデルを務めたことにより、集会に行けなかった出来事が対立のきっかけになっている。このエピソードを省略していた事で、イチゴのモデルデビューは唐突で、本編の流れには関わらないエンディングの付録映像的な扱いとなっている。
映画版に付け加わったこととしては、刺繍をいれた新作ワンピースを「BABY, THE STARS SHINE BRIGHT」に届けに行く日に、桃子がイチゴの窮地に駆けつけなくてはならなくなり、磯部社長に電話をかけるシーンがある。クライマックスで桃子がレディースたちに凄むシーンでは、原作では（関西弁の中でも柄が悪いとされている）尼崎弁であるが、映画では当該シーンの最初のセリフを除いて標準語である。
このイチゴの救出シーンにおいて、映画では桃子が「自分は伝説のレディース、ヒミコの実の娘だ」と大ボラを吹くことで敵の戦意を喪失させているが、原作ではたまたま原チャリのカゴに入っていた父のテキ屋用のヨーヨーを（尼崎弁で凄みながら）桃子が投げつけたことで、それをガソリンの詰まった殺人的な「ヨーヨー爆弾」であると敵が勘違いし恐れをなしてイチゴを解放している。

### 登場人物（映画キャスト）
竜ヶ崎桃子
演 - 深田恭子（少女時代：福田麻由子）
主人公の一人。下妻に住むロリータ・ファッションを愛する女子高生。洋服のためであれば、父親をだますことも決していとわない。生まれつき淡白な性格で、自分がロリータであることを誇りに思っており、理論武装をし、「ロココ」の「好き勝手に生きる」精神に従って生きている。そうした「自分さえ幸せならそれでいい」という生き方を「性根が腐っている」とイチゴに言われている。学業成績は良い方で、高校は進学校に通っているが、学校ではいつも1人。いじめられているわけではなく、単純に他人に関心がなくずっと妄想していたいため。天才的な刺繍の才能を持っている。二回連続でパチンコ屋で大連チャンしたため、博才もある（ただし本人は博打に興味なし）。徹底した個人主義者で模範的な生き方には全く興味を持たず、両親の離婚の際には、再婚先が裕福な母親よりも、「いっしょにいた方がきっと面白い」という理由だけで父親についていくことを決めている。元々は関西出身だったが、訳あって(後述)現在は父と祖母と下妻の大きな古い平屋に住んでいる。だらしない父を別段嫌っている様子もなく、変わり者の祖母も慕っており、2人も桃子に対しては少し変わった形であるが、愛情を持って育てており、桃子に「変わってほしい」や「やる気を出して友達と楽しく生きて欲しい」とは思っておらず、桃子が好きなことをやらせており、嫌なことは強制しない。「人は一人ぼっちで生きていくものであり、友達は必要ない」と言い切っていたが、イチゴと出会うことで心境が変わっていく。
白百合イチゴ
演 - 土屋アンナ
主人公の一人。バイクで疾走することをこよなく愛する女子高生。「イチゴ」という暴走族に似合わぬ可愛らしい名前にコンプレックスを持っており、仲間には「イチコ」と名乗っている。愛車は原動機付自転車を強引に族仕様に改造したものである。見かけは厳ついヤンキーであり、誰にでもすぐガンを飛ばす癖がある。言葉遣いに品がなく、簡単な漢字を間違える（「無用」を「無様」と勘違いする）など無知であり勉強は全く出来ない。しかし根は真面目な性格であり、自分なりの筋を通すことを大切にしており、友達と決めた相手には熱い思いやりの心を持っている。尾崎豊のファン。実は良家の一人娘であり、中学生までは両親のために満面の作り笑顔でピアノを弾くようなお嬢様だった。しかし、作り笑いと元来の気弱な性格のため高校でパシリにさせられたりいじめに遭う。1人で夜に雨の中泣きながら歩いていたのを亜樹美に声をかけられ、彼女に憧れて不良の道へと走ることになった。とはいえ、両親に迷惑をかけることはしたくないようである。得意技は頭突きで、何度か桃子に食らわせては気絶させている。偽ヴェルサーチがきっかけで桃子と知り合い、徐々に友情を深めていく。
桃子の父
演 - 宮迫博之（雨上がり決死隊）
桃子の父親であり、典型的なダメ親父。できちゃった結婚の末桃子が産まれた。怠けた性格だが、娘にはかなり優しく、父子関係は良好である。桃子の質問には基本的に答えるが不真面目な人間であるため、常にテキトーである。やる気もなく友達もおらず、田舎でロリータファッションで浮いている娘に対して注意することもなく、愛情はそれなりに注いでいる。元々は尼崎で偽ブランド屋をやっていた下っ端のヤクザだったが、版権元に目を付けられ、娘の桃子とともに実母(桃子の祖母)が住む下妻に転がり込んできた。その後テキ屋になり、ヨーヨー釣りの屋台を開くための準備をしている。元妻が整形して美人コンテストに出た際に落選していたのをテレビで見て「ザマァミロ！」と大喜びし、嬉しさのあまり号泣するような器の小さな男である。
桃子の母
演 - 篠原涼子
桃子の母親。本名は「西園寺みどり」。水商売で働いていた。桃子の父親とは別れ、桃子の出産に立ち会った産婦人科医（阿部サダヲ／二役）と再婚している。再婚相手がお金持ちのため、桃子を連れて行こうとしたが、桃子は父を選んだ。整形し美人コンテストに出たが、最後に落選している。
桃子の祖母
演 - 樹木希林
桃子の祖母。変わり者の桃子の唯一の理解者で、本人も変わり者。昔は相当なヤンキーだったらしい。得意技は空中の虫などを素手でつぶすこと。理由は詳しく描かれていないが資金は豊富で、大きな家と広い庭を持つ。桃子たちを事実上養っている。年代物の原動機付自転車を持っており、これは後に桃子のために役立つ。昔の抗争で眼球を負傷したため、眼帯を付けている。手芸の腕前はなかなかで、桃子がその血を受け継いだと見られる。
産婦人科医/一角獣の龍二
演 - 阿部サダヲ
自称、下っ端の極道。パチンコ屋で桃子達を助けたことにより、イチゴに好意を持たれる。亜樹美の恋人。映画版では極端に長いリーゼントから「一角獣」の異名をとるが、原作では髪形については「オールバック」となっており映画版ほどの個性は無い。
磯部明徳
演 - 岡田義徳
代官山に本店を持つロリータ・ファッションのショップ「BABY, THE STARS SHINE BRIGHT」の社長。桃子の刺繍の才能を見込み、新作に入れる刺繍を依頼する。「友達はいらない」と語っているが、実際は夢のために友達を作るのを諦めた事を後悔している。
亜樹美
演 - 小池栄子
イチゴが所属する暴走族のレディース「舗爾威帝劉」（「ポニーテール」と読む）の頭。結婚するため、引退する。イチゴは彼女に恩があり、彼女の引退式のために何かしたいと考えている。彼女が在籍当時、メンバーはイチゴを含め7人。
ミコ
演 - 矢沢心
舗爾威帝劉2代目頭。「全国制覇をヒミコに命じられた」と各地のレディースを潰し、同士を増やしていこうとした。イチゴのタイマンで押されてしまうと、メンバーを扇動してリンチを実行させた卑怯者。イチゴを助けるために殴り込みをかけた桃子に怖気づき、最終的にイチゴを手放した。
八百屋
演 - 荒川良々
下妻によくトラックで移動販売に来る。原チャリに乗った桃子と、信号の無い十字路で出会いがしらに衝突してしまう。原作には登場しない（映画版では重要な、桃子とトラックの事故シーンは原作にはない）。
パチンコ屋店長
演 - 生瀬勝久
組の兄貴分
演 - 本田博太郎
その他
演 - 入絵加奈子、水野晴郎、まちゃまちゃ、真木よう子、スピードワゴン、木村祐一、町田マリー、江本純子、河西りえ、三浦香、太田美恵、加藤美月、宮城秋菜、太田緑ロランス、岩崎征実（声の出演）、前田剛（声の出演）、真下有紀、森康子、原田佳奈、槙ひろ子、工藤時子、町田政則、川屋せっちん、栗原敏、市原清彦、平野貴大、コラアゲンはいごうまん、川久保拓司、ジリ・ヴァンソン など

### スタッフ
- 監督・脚本：中島哲也
- 原作：嶽本野ばら（『下妻物語』小学館、小学館文庫）
- 製作統括：大里洋吉、近藤邦勝
- 企画：宮下昌幸、濱名一哉
- プロデューサー：石田雄治、平野隆、小椋悟
- ラインプロデューサー：鈴木ゆたか
- アシスタント･プロデューサー：曽根祥子、岡田有正
- 撮影：阿藤正一
- 照明：木村太朗
- 録音：志満順一
- 整音：太斉唯夫
- 美術：桑島十和子
- スタイリスト：申谷弘美
- ビジュアルエフェクト：柳川瀬雅英
- 編集：遠山千秋
- キャスティング：おおずさわこ
- キャスティングコーディネート：ネルケプランニング
- 音楽：菅野よう子
- OPソング：「Roller coaster ride→」（Tommy heavenly6）
- EDソング
  - 「super "shomin" car」（CECIL）
  - 「タイムマシンにおねがい」（browny circus）  サディスティックミカバンドの曲をカヴァーしている。
  - 「Hey my friend」（Tommy heavenly6）
- アクション指導：山田一善（助手：藤田けん、武田滋裕）
  - スタント：野貴葵、今井喜美子
- 刺繍デザイン：オノエ・メグミ（尾上恵美）
- 企画・製作プロダクション：小椋事務所
- 製作：「下妻物語」製作委員会（アミューズ、TBS、小学館、東宝、TOKYO FM、ホリプロ、博報堂、パルコ、小椋事務所）
- 配給：東宝

### 映画賞の受賞
2004年度の日本の映画賞において以下の賞を受賞した。
この年度の主な映画祭（報知映画賞、日刊スポーツ映画大賞・石原裕次郎賞、ヨコハマ映画祭、キネマ旬報ベスト・テン、毎日映画コンクール、東京スポーツ映画大賞、ブルーリボン賞、日本アカデミー賞）において、各分野の賞を受賞した数を足し合わせた時に、主演女優賞においては深田恭子の3賞（2位は、宮沢りえの2賞）、新人賞においては土屋アンナの5賞（2位は、柳楽優弥の4賞）が最大であった。
作品賞
- 第26回ヨコハマ映画祭

監督賞（中島哲也）
- 第26回ヨコハマ映画祭

主演女優賞（深田恭子）
- 第26回ヨコハマ映画祭
- 第59回毎日映画コンクール
- 第14回東京スポーツ映画大賞

助演女優賞（土屋アンナ）
- 第26回ヨコハマ映画祭

新人賞（土屋アンナ）
- 第29回報知映画賞
- 第78回キネマ旬報ベスト・テン
- 第59回毎日映画コンクール
- 第47回ブルーリボン賞
- 第28回日本アカデミー賞

### 関連商品

#### VHS / DVD / Blu-ray
レンタルの発売元は小学館、販売元はアミューズソフトエンタテインメント。セルの発売元は小学館、販売元は東宝。
- 下妻物語 スタンダード★エディション（DVD1枚組、2004年11月26日発売）SDV-3247D
  - 映像特典
    - 特報
    - 劇場予告編
    - TVスポット集
    - キャスト・スタッフ紹介
    - わくわくチャプター（ストーリー / 桃子のお洋服 / ロケマップ）

  - 音声特典
    - オーディオコメンタリー1（深田恭子×土屋アンナ×監督・脚本：中島哲也）
    - オーディオコメンタリー2（制作スタッフ）

  - 初回限定特典
    - キラキラスポンジシール
- 下妻物語 スペシャル★エディション（DVD2枚組、2004年11月26日発売）SDV-3246D
  - ディスク1：本編DVD（スタンダード★エディションと同様）
  - ディスク2：特典DVD
    - 一角獣初恋ものがたり
    - DVDオリジナルメイキング
    - 未公開シーン&これってNG?etc.集
    - 主要キャスト10人+監督インタビュー
    - 妃魅姑伝説のヒミツ
    - 桃子のお部屋ほか美術のヒミツ
    - 完成披露会見
    - 渋谷ジャック
    - アートギャラリー
    - 隠しコマンド

  - 封入特典
    - 特製フォトブック

  - 初回限定特典
    - 撮影日誌完全版
    - 特製アウターケース付きデジパック仕様
- 下妻物語 Blu-ray（1枚組、2010年5月21日発売）
  - 映像特典
    - 特報
    - 劇場予告編
    - TVスポット集

  - 音声特典
    - オーディオコメンタリー1（DVD版と同様）
    - オーディオコメンタリー2（DVD版と同様）

#### 主題歌・サウンドトラック
- 菅野よう子 他『下妻物語 オリジナル・サウンドトラック』（DefSTAR Records、2004年）DFCL-1205
- Tommy heavenly6「Hey my friend」（DefSTAR Records、2004年）DFCL-1136

#### 写真集・映像集
- 吉村春海 撮影『深田恭子 in 下妻物語』（ぴあ、2004年）ISBN 4-8356-0937-9
- 『深田恭子 in 下妻物語』（アミューズソフトエンタテインメント、2004年）ASBY-2490

## ミュージカル
2005年6月10日から12日にかけて一心寺シアター倶楽 美少女歌劇団の公演として、ミュージカル「下妻物語～ヤンキーちゃんとロリータちゃん～」が一心寺シアター倶楽を会場に公演された。原作は嶽本野ばら、脚本・演出は吉峯暁子、総合演出は秋山シュン太郎が担当。

## 物語の舞台
この物語は、下妻と代官山、桃子の生まれ故郷としての尼崎が舞台となっている。全編を通し、かなりデフォルメ気味な桃子視点の描写がなされている。以下に、桃子視点での舞台を説明する。現実の町の様子については、各リンク先を参照。

### 下妻市（茨城県）
桃子の祖母が住んでおり、桃子の父親が桃子とともに移り住んだ街。「東京から電車で2時間半もかかる田舎」であると描写されている。なお、映画公開後の2005年8月につくばエクスプレスが開業し、下妻 - 東京（秋葉原）間は守谷駅でつくばエクスプレスに乗り換える経路で1時間20分と所要時間が短縮されている。また、下妻市を走る関東鉄道常総線は非電化のため電車ではなく気動車で運行されている。しかし原作小説、映画ともに常総線の列車は「電車」と表現されている。
桃子の家は横根という所にあり、下妻駅からさらに歩いて30分かかる。この街に移ってきた桃子は、下妻にもヤンキーは沢山いることに気がつく。しかし、下妻のヤンキーは尼崎にいたような現代風のヤンキーではなく、やや時代遅れのヤンキーであった。また、下妻には尼崎のような活気のある商店街はないが、郊外に巨大なジャスコ（現・イオンモール下妻）があり、安い値段で買い物をすることができる。人々は桃子のように東京に買い物に行くことなど思いもよらず、品揃えのよいこのジャスコを誇りに思い、そこで買い物をする。そして、安いものを手に入れられたことを喜ぶ。なお、ジャスコ下妻店に特攻服は売っていない。

### 尼崎市（兵庫県）
尼崎市は桃子の生まれ故郷であると同時に、父親の生まれ育った街である。なお、尼崎市民の気持ちを考慮して、映画版では尼崎のすぐそばの街とされたが、阪神出屋敷駅付近の映像が映る。桃子の父はこの街でヤンキーとなり、高等学校を中途退学し、ヤクザになり、チンピラとして働くうちに桃子の母親と出会って結婚。娘の桃子が生まれたが、後に離婚。この街の住民のほとんどはヤンキーか元ヤンキーと記述されている。また、商店街は活気があるがコピー商品の店が多く、どの店も価格破壊で頑張っており、消費者は安いこと以外には関心がないとされている。桃子の父もヴェルサーチのコピー商品を企画し、製作を工場に依頼し、それを販売することを生業にしていた。

### 代官山（東京都渋谷区）
桃子が着ているロリータ・ファッションの服のショップである「BABY, THE STARS SHINE BRIGHT」の本店がある街である。このブランドは実在し、映画制作にも協力している。桃子が代官山に詳しいことを知ったイチゴは、桃子を伴い代官山へ行く。代官山には特攻服に素晴らしい刺繍を刺すことで評判の伝説の刺繍家がいるとされており、イチゴはレディースの総長が引退する際に着ていく特攻服に刺繍をして欲しいと思っていたからである。2人でともに代官山に行った出来事が、この2人を結びつける契機になった。